# Nicola Morris
Nicola Anette Morris (Auckland, 9 de septiembre de 1967) es una deportista neozelandesa que compitió en judo. Ganó dos medallas en el Campeonato de Oceanía de Judo de 1990, oro en la categoría abierta y plata en –66 kg.

## Palmarés internacional
| Campeonato de Oceanía | Campeonato de Oceanía | Campeonato de Oceanía | Campeonato de Oceanía |
| Año                   | Lugar                 | Medalla               | Categoría             |
| --------------------- | --------------------- | --------------------- | --------------------- |
| 1990                  | Papeete (Francia)     | Medalla de oro        | Abierta               |
| 1990                  | Papeete (Francia)     | Medalla de plata      | –66 kg                |